# 南俊明
南 俊明（みなみ としあき、1962年-）は、日本の吹奏楽作曲家。北海道函館市生まれ。札幌市在住。全日本吹奏楽コンクールの課題曲の作曲などで知られる。函館市立五稜中学校、北海道函館中部高等学校を卒業後、北海道大学理学部に進む。卒業後、同大学院修了。中学から高校時代にかけては吹奏楽を続けていた。数学科教諭として北海道静内高等学校、北海道函館中部高等学校、北海道石狩南高等学校に勤務した。北海道石狩南高等学校に在職中に全日本吹奏楽コンクールの課題曲を2曲制作。同氏は教頭として北海道稚内高等学校、北海道斜里高等学校、北海道函館中部高等学校、校長として北海道津別高等学校、北海道苫小牧東高等学校を歴任し、2023年3月に定年退職。北広島市民吹奏楽団常任指揮者を務めるかたわら、作曲にも力を注ぐ。

## 主な作品
- マーチ「春風」（2005年度 全日本吹奏楽コンクール課題曲）
- 憧れの街 （2007年度 全日本吹奏楽コンクール課題曲）
- 「栄光へのファンファーレ」
- 吹奏楽と合唱の為の「夏の風に」

## 備考
- 南本人曰く、「春風」は本来「秋風」という曲名にするつもりだったのだが、この曲を応募するときの季節が春だったので「春風」に改名して応募したとのこと。